# WRT Ring Hollabrunn
Der WRT Ring Hollabrunn ist eine permanente Motorsport-Rennstrecke für den Autocross-Sport bei Hollabrunn in Niederösterreich. Die Strecke liegt etwa 1,5 km südwestlich des Ortskerns von Hollabrunn und etwa 40 km nordwestlich von Wien und wird vom Weinviertler Racing Team Hollabrunn betrieben.

## Geschichte
Die Strecke wurde am 9. Mai 1976 mit einer ersten Autocross-Veranstaltung eröffnet. Gebaut wurde sie von der 1974 gegründeten Motorsportsektion Hollabrunn des MSC Waldviertel deren Gründungsmitglieder zum Teil schon an der Errichtung des Nordrings bei Fuglau beteiligt waren. 1979 wurde der Rennleiterturm errichtet. 1980 fand der erste Lauf zur FIA-Autocross EM in Hollabrunn statt.
2016 wurde die Streckenführung im östlichen Bereich der Strecke verändert. Statt einer Kurve wurde eine Spitzkehre eingebaut und die Strecke dadurch leicht verlängert.

## Veranstaltungen
Auf dem Ring finden Läufe zur österreichischen Autocross-Staatsmeisterschaft statt. Bekannteste Veranstaltung ist die Weinland Trophy die 2022 erstmals als zweitägige Veranstaltung stattfand. Neben einzelnen Autocross-EM-Läufen fanden auch Läufe zur FIA-Zonenmeisterschaft statt.
Daneben wurden in der Vergangenheit auch Autocross-Langstreckenevents veranstaltet. So fand 2017 ein 7 Stunden Autocoss-Rennen auf der Strecke statt. Zusammen mit dem MRC Hollabrunn veranstaltete man mehrfach ein 4h Mofarennen auf der Strecke.